# Strömhagsgruvan

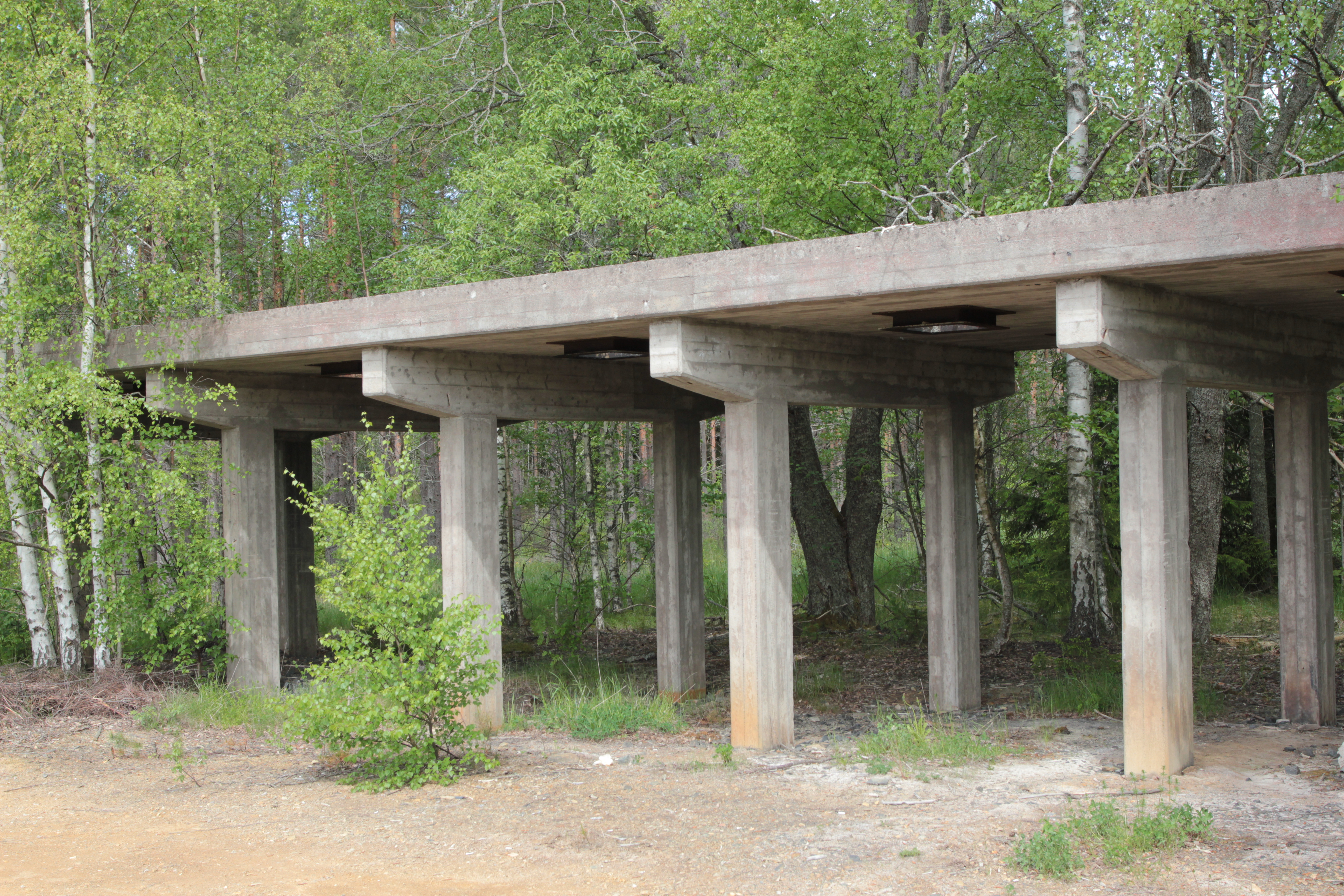
Utlastningsanordning, byggd på 1950-talet

Strömhagsgruvan är en före detta järnmalmsgruva i Uppsala kommun och -län. Gruvan ligger strax nordost om Vattholma, längs vägen mot före detta Wattholma sanatorium (idag Wattholma kursgård) och Kölinge. Den är, enligt bergmästarerelationerna, den äldsta gruvan i Vattholmaområdet. Den är också troligen områdets mineralrikaste, med bland annat höga halter baryt, men också sulfidmineraler som kopparkis, blyglans och bornit. Gruvan är den sydligaste i ett malmstråk som även innefattar Koltorpsgruvorna, Kajsagruvan och Farmorsgruvan.
Gruvdriften påbörjades 1842, efter att ha utmållagts året innan. Gruvan vattenfylldes dock snabbt och driften nedlades. 1916 påbörjades ett nytt gruvhål och 1917 lades de nya utmålen. Malmen gick på export till Tyskland, men 1918 avbröts brytningen. Man hade då fått upp 3 920 ton malm med 50-procentig järnhalt samt cirka 21 ton anrikningsmalm.
Brytningen återupptogs en tredje gång 1952, då gruvan tömdes på vatten och nya byggnader uppfördes, däribland ett magnetiskt anrikningsverk. Det gamla schaktet skulle sänkas från 70 till 115 meter och en förbindelse med Koltorpsgruvorna (cirka 1 km åt nordväst) planerades. Förbindelsen blev inte av och schaktet blev inte djupare än lite drygt 100 meter när brytningen avbröts 1954. Malmen som påträffades var inte lika rik som den man bröt under perioden 1916–1918, utan hade endst en järnhalt på 42–47 %.